# Телерадиокомпания «Simon»
«Simón» — харьковская телерадиокомпания. Создана в 1992 году. Распространяется на территории Харькова и области в кабельных сетях и в мультиплексе MX-5 цифровой эфирной сети DVB-Т2.
Деятельность компании включает производство информационных, публицистических, просветительских и развлекательных программ, документальных фильмов, рекламной продукции.

## История
Первый эфир телеканала состоялся 12 сентября 1992 года. В то время вещание велось в ночное время: транслировались художественные фильмы и музыкальные клипы.
Первым ведущим телеканала стал человек, именем которого и названа компания — Симон Уилсон Мендеш, а первыми программами — «Новости АТН», «Место встречи» и «Под весёлым Роджером».
С 1995 по 2008 год телеканал «Simon» тесно сотрудничал с российским телеканалом «НТВ» и транслировал ряд информационных, публицистических и развлекательных программ производства «НТВ». Также с 2003 по 2008 год телеканал осуществлял ретрансляцию ряда программ российских телеканалов «Муз-ТВ», «ДТВ», «ТВ-3», «TVCI» и «Ностальгия».
В 1990-х годах телеканал был куплен корпорацией «СТАНК», которая принадлежала Станиславу Дяминову, но с упадком корпорации он перешёл к Василию Салыгину.
По состоянию на 2002 год новым владельцем и президентом телеканала был Александр Давтян.
В декабре 2008 года был заменён старый телевизионный передатчик на новый, увеличенной мощности. Замена передатчика позволила значительно улучшить качество приёма телевизионного сигнала и увеличить территорию его распространения в Харьковской области.
С 2004 года заключён контракт с компанией Gfk Украина по использованию программного обеспечения и получения данных для проведения медиа-исследований, а именно для анализа аудитории телеканалов, программ и рекламы, а также планирования и оптимизации рекламных кампаний. Долгое время «Simon» была единственной региональной телекомпанией на Украине, заключившей подобный контракт с компанией Gfk Украина.
По состоянию на 2007 год телеканал входил в медиа-холдинг, который объединял также газету, 6 радиостанций, службу новостей и интернет-портал.
С 2009 по 2012 год «Simon» ретранслировал телеканал «ТВі».
В 2011 году телекомпания не получила лицензию на цифровое вещание. Владелец телеканала Александр Давтян заявил, что у телеканала есть лицензия на аналоговое вещание до 2017 года, а до того времени многое может измениться, но в 2018 году «Simon» получил лицензию на вещание в цифровом мультиплексе MX-5 цифровой эфирной сети Т2. Телеканал прекратил аналоговое вещание 1 апреля 2020 года. 
Телеканал временно прекратил своё вещание 24 февраля 2022 года.